# شوماخر ۱۵۷۶۱
سیارک ۱۵۷۶۱ (به انگلیسی: 15761 Schumi، نامگذاری:1992SM16) پانزده هزار و هفتصد و شصت و یکمین سیارک کشف شده‌است که در ۲۴ سپتامبر ۱۹۹۲ کشف شد.
قدر مطلق سیارک برابر ۲۸.۲ است.